# Michał Bieniek
Michał Bieniek (ur. 17 maja 1984 w Gryfinie) – polski lekkoatleta – skoczek wzwyż.

## Osiągnięcia
Zawodnik MKS Hermes Gryfino i AZS-AWF Wrocław. Olimpijczyk z Pekinu (2008). Srebrny medalista Olimpijskiego Festiwalu Młodzieży Europy w Murcji (2001), uzyskał tam wynik 2,09 m. Czwarty zawodnik mistrzostw świata juniorów do lat 17 (Debreczyn 2001 - 2,17 m). Finalista mistrzostw świata w Osace (2007) - zajął 11. miejsce z wynikiem 2,21 m (w eliminacjach: 2,29 m). Mistrz Polski (2005), 2-krotny halowy mistrz kraju (2005, 2008). Rekordzista Polski juniorów (2,30 m w 2005).

## Rekordy życiowe
Na stadionie
- skok wzwyż – 2,36 m (28 maja 2005, Biała Podlaska) – 2. wynik w historii polskiej lekkoatletyki[1]

W hali
- skok wzwyż – 2,30 m (2005)